# Cryptocarya tannaensis
Cryptocarya tannaensis är en lagerväxtart som beskrevs av André Guillaumin. Cryptocarya tannaensis ingår i släktet Cryptocarya och familjen lagerväxter. Inga underarter finns listade i Catalogue of Life.